# Naucrate
Naucrate era la madre di Icaro. 
Era schiava di Minosse, re di Creta, e si era innamorata di Dedalo per la sua astuzia e intelligenza, e ne era diventata sposa.
Naucrate personifica la regione occidentale del delta del Nilo. Quando i Greci stabilirono la loro prima colonia nell'Egitto (circa 50 anni prima che Solone andasse nell'Egitto), chiamarono Naucrati la loro prima colonia.
Di lei parla lo Pseudo-Apollodoro (Epitome, 1.12)